# 项狄传
《项狄传》，全名为《绅士特里斯舛·项狄的生平与见解》（The Life and Opinions of Tristram Shandy, Gentleman），是英国作家劳伦斯·斯特恩写的小说。
全书共9冊，前两冊发表于1759年，后七卷在随后七年内陆续出版。该小说被认为是后设小说的开山之作。